# Reggenza di Merangin
La reggenza di Merangin è una reggenza (in indonesiano: kabupaten) dell'Indonesia, situata nella provincia di Jambi.